# Gene Harris
Eugene „Gene“ Harris (* 1. September 1933 in Benton Harbor, Michigan; † 16. Januar 2000 in Boise, Idaho) war ein US-amerikanischer Jazzpianist. Perfektes Timing auch in langsamsten Tempi und ein „laid-back“-Gefühl mit allen dynamischen und rhythmischen Zutaten sind nach Martin Kunzler die besonderen Kennzeichen des Pianisten.

## Leben
Im Alter von neun Jahren erlernte Gene Harris autodidaktisch Klavier zu spielen. Seine ersten Auftritte hatte er mit lokalen Bands und spielte 1951 bis 1954 in US-Army-Bands. 1956 gründete er die Band The Four Sounds, aus der 1957 mit dem Bassisten Andy Simpkins und dem Schlagzeuger Bill Dowdy das Trio The Three Sounds wurde. Die Gruppe arbeitete zunächst in Washington, D.C., kam dann Ende 1958 nach New York. Mit seiner zum Soul tendierenden Musik stand der Pianist in der Tradition Ahmad Jamals. Harris ist aber auch vom Stil Erroll Garners und Oscar Petersons beeinflusst. Gene Harris’ Trio nahm in dieser Zeit auch Platten mit den Gastsolisten Nat Adderley, Lou Donaldson, Anita O’Day sowie mit Stanley Turrentine auf.
In den 1970er Jahren fand seine Musik – trotz kommerziellerer Ausrichtung – kaum mehr Beachtung. Die Lieder, die er in dieser Zeit mit der Band The Three Sounds spielte, hatten einen hohen Grad an „funk“ und „groove“, benutzten dabei nur wenige Harmonien. Harris zog sich nach Boise im US-Staat Idaho zurück und trat im dortigen Idanha-Hotel auf. In den 1980er Jahren bewog ihn der Bassist Ray Brown zur Rückkehr in die Jazzszene. Er spielte darauf acht Jahre mit Browns Trio (unter anderem 1985 auch in Europa) und leitete eigene Gruppen, mit denen er regelmäßig Platten für Concord Records in einem aus Gospel, Blues und Hardbop gemischten Stil einspielte. Auch mit der Philipp Morris-Big Band, die er leitete, nahm er mehrere Alben auf.

## Diskografie
als Leader
- Our Love Is Here To Stay (1955, Jubilee)
- Introducing the Three Sounds (mit The Three Sounds) (1958, Blue Note)
- Introducing the Three Sounds, Vol. 2 (mit The Three Sounds) (1958, Blue Note)
- Genie in My Soul (1959, Jubilee)
- LD + 3 (Lou Donaldson mit The Three Sounds) (1959, Blue Note)
- Standards (mit The Three Sounds) (1959, Blue Note)
- Bottoms Up (mit The Three Sounds) (1959, Blue Note)
- Good Deal (mit The Three Sounds) (1959, Blue Note)
- Blue Hour (The Three Sounds mit Stanley Turrentine) (1960, Blue Note)
- Moods (mit The Three Sounds) (1960, Blue Note)
- Feelin' Good (mit The Three Sounds) (1960, Blue Note)
- Here We Come (mit The Three Sounds) (1960, Blue Note)
- It Just Got to Be (mit The Three Sounds) (1960, Blue Note)
- Hey There (mit The Three Sounds) (1961, Blue Note)
- Babe's Blues (mit The Three Sounds) (1962, Blue Note)
- Out of This World (mit The Three Sounds) (1962, Blue Note)
- Black Orchid (mit The Three Sounds) (1962, Blue Note)
- Blue Genes (mit The Three Sounds) (1962, Verve)
- Anita O'Day & The Three Sounds (The Three Sounds mit Anita O’Day) (1962, Verve)
- Jazz on Broadway (mit The Three Sounds) (1962, Mercury)
- Some Like It Modern (mit The Three Sounds) (1963, Mercury)
- Live at The Living Room (mit The Three Sounds) (1964, Mercury)
- Three Moods (mit The Three Sounds) (1964, Limelight)
- Beautiful Friendship (mit The Three Sounds) (1965, Limelight)
- Today's Sounds (mit The Three Sounds) (1966, Limelight)
- Vibrations (mit The Three Sounds) (1966, Blue Note)
- Live at The Lighthouse (mit The Three Sounds) (1967, Blue Note)
- Coldwater Flat (mit The Three Sounds) (1968, Blue Note)
- Elegant Soul (mit The Three Sounds) (1968, Blue Note)
- Soul Symphony (mit The Three Sounds) (1969, Blue Note)
- Live at The "It Club" (mit The Three Sounds) (1970, Blue Note)
- Gene Harris/Three Sounds (1971, Blue Note)
- Gene Harris of The Three Sounds (1972, Blue Note)
- Yesterday, Today & Tomorrow (1973, Blue Note)
- Astral Signal (1974, Blue Note)
- In A Special Way (1976, Blue Note)
- Nexus (1976, Blue Note)
- Tone Tantrum (1977, Blue Note)
- Nature's Way (1980, JAM)
- Live at Otter Crest (1981, Concord)
- Hot Lips (1982, JAM)
- The Gene Harris Trio Plus One (1985, Concord)
- Tribute to Count Basie (mit der Gene Harris All-Star Big Band) (1987, Concord)
- Listen Here! (1989, Concord)
- Live at Town Hall, N.Y.C. (mit The Philip Morris Superband) (1989, Concord)
- At Last (Gene Harris/Scott Hamilton Quintet) (1990, Concord)
- World Tour 1990 (mit der Philip Morris Superband) (1990, Concord)
- Black and Blue (1991, Concord)
- Like A Lover (1992, Concord)
- Gene Harris Live at Maybeck Recital Hall, Vol. 23 (1992, Concord)
- Brotherhood (1992, Concord)
- A Little Piece of Heaven at Ste. Chapelle Winery (1993, Concord)
- Funky Gene's (1994, Concord)
- Its the Real Soul (mit Frank Wess) (1995, Concord)
- Live (Gene Harris & The Philip Morris All-Stars) (1995, Concord)
- In His Hands (1996, Concord)
- Down Home Blues (mit Jack McDuff) (1996, Concord)
- Alley Cats (1998, Concord)
- Live in London (2008, Resonance Records) - recorded in 1996
- Another Night in London (2010, Resonance Records) - recorded in 1996

als Sideman
- Branching Out (with Nat Adderley) (1958, Riverside)
- LD + 3 (Lou Donaldson with The Three Sounds) (1959, Blue Note)
- Blue Hour (The Three Sounds with Stanley Turrentine) (1960, Blue Note)
- A Double Dose of Soul (with James Clay) (1960, Riverside)
- Organ-izing (with Melvin Rhyne) (1960, Jazzland)
- Anita O'Day & The Three Sounds (The Three Sounds with Anita O’Day) (1962, Verve)
- Blue Note Live at The Roxy (with Blue Note All-Stars) (1976, Blue Note)
- ’S Wonderful: Concord Jazz Salutes Ira Gershwin (with various artists) (1979, Concord)
- Soul Route (with Milt Jackson Quartet) (1983, Pablo)
- When The Sun Goes Down (with Ernestine Anderson) (1984, Concord)
- Soular Energy (with the Ray Brown Trio) (1984, Concord)
- Don't Forget the Blues (with the Ray Brown All Stars) (1985, Concord)
- The Red Hot Ray Brown Trio (with the Ray Brown Trio) (1985, Concord)
- A Gentleman and His Music (with Benny Carter) (1985, Concord)
- Love Me Tender (with Junko Mine and the Ray Brown Trio) (1986, All Art)
- Summer Wind: Live at The Loa (with the Ray Brown Trio) (1988, Concord)
- Bam Bam Bam (with the Ray Brown Trio) (1988, Concord)
- The 20th Concord Festival All-Stars (with various artists) (1988, Concord)
- Black Orpheus (with the Ray Brown Trio) (1989, Evidence)
- Mr. Blue (with Takashi Ohi and the Ray Brown Trio) (1989, Denon)
- Moore Makes 4 (with Ralph Moore and the Ray Brown Trio) (1990, Concord)
- At Last (Gene Harris/Scott Hamilton Quintet) (1990, Concord)
- Live at The Apollo (with B.B. King) (1990, GRP)
- Concord Jazz Festival: Live 1990 (with various artists) (1990, Concord)
- Concord Jazz Festival: Live 1990, Vol. 3 (with various artists) (1990, Concord)
- Three Dimensional (with the Ray Brown Trio) (1991, Concord)
- A Concord Jazz Christmas (with various artists) (1991, Concord)
- Georgia On My Mind (with the Ray Brown Trio) (1991, All Art)
- Jazz Celebration: Tribute to Carl Jefferson (with various artists) (1992, Concord)
- Fujitsu-Concord 25th Jazz Festival (with various artists) (1993, Concord)
- Fujitsu-Concord 26th Jazz Festival (with various artists) (1994, Concord)
- I Waited for You (with Mary Stallings) (1994, Concord)
- Its the Real Soul (with Frank Wess) (1995, Concord)
- Down Home Blues (with Jack McDuff) (1996, Concord)
- Dreaming A Dream (with Niki Haris) (1996, RCA/BMG)
- Just Friends (with Marian McPartland) (1997)
- Groovin’ Hard: Live at The Penthouse 1964–1968 (Resonance, ed. 2016)

Kompilationen und Neuauflagen als Leader
- The Best of The Three Sounds (with The Three Sounds) (1993, Blue Note)
- Gene Harris: The Concord Jazz Heritage Series (1998, Concord)
- The Blue Note Years (with The Three Sounds) (1999, EMI/Blue Note)
- Gene Harris: The Best of the Concord Years (2000, Concord)
- The Complete Blue Hour Sessions (The Three Sounds with Stanley Turrentine) (2000, Blue Note)
- Big Band Soul (with the Gene Harris Superband) (2002, Concord)
- Swinging in the Blues (2002, Recall)
- Ballad Essentials (2003, Concord)
- Out of This World (Japan Bonustracks) (with The Three Sounds) (2004, Blue Note Japan)
- Instant Party (2004, Concord)